# 小湊鐵道線
小湊鐵道線（日语：／ Kominato tetsudō sen */?）是千葉縣市原市的五井車站至夷隅郡大多喜町的上總中野車站的小湊鐵道的鐵路線。路線的大部份位於市原市內。

## 概要
小湊鐵道線是非電化、單線的路線，並未現代化。因此雖然位於首都圈但站舍和車輛仍有著懷舊的氛圍。也因此近年多次作為電視廣告和電視劇、卡拉OK等的攝影場所。小湊鐵道線對女性的採用頗為積極，有約10名年輕女性車掌在車內工作，部份車站有女性工作。2007年還開始有女性司機。

## 路線資料
- 管轄（事業類別）：小湊鐵道（第一種鐵道事業者）
- 路線距離（營業距離）：39.1公里
- 軌距：1067毫米
- 站數：18個（包括起終點站）
- 複線路段：全線單線
- 電氣化路段：全線非電氣化（日语：非電化）
- 閉塞方式：自動閉塞式（五井站－上總牛久站間）、票券閉塞式（上總牛久站－里見站間）、Staff閉塞式（里見站－上總中野站間）
  - 可交會車站：7（上總村上站、海士有木站、上總山田站、光風台站、馬立站、上總牛久站、里見站）[2]
- 車輛基地：五井機關區（日语：五井機関区）

## 車站列表
- 停靠站

- 普通：停靠所有車站
- 房總里山Torokko、觀光急行：●的車站全列車停靠，○的車站部份列車停靠，▼（▽）的車站只限下行全部（部份）列車停靠，｜的車站通過。

- 軌道（全線單線）：◇：可列車交會，｜：不可列車交會
- 所有車站都位於千葉縣內。

| 中文站名   | 日文站名 | 英文站名 | 站間距離 | 累計距離 | 房總里山Torokko | 觀光急行 | 接續路線               | 軌道 | 所在地         |
| ---------- | -------- | -------- | -------- | -------- | --------------- | -------- | ---------------------- | ---- | -------------- |
| 五井       |          |          | -        | 0.0      | ○               | ○        | 東日本旅客鐵道：內房線 | ◇    | 市原市         |
| 上總村上   |          |          | 2.5      | 2.5      | ｜              | ｜       |                        | ◇    | 市原市         |
| 海士有木   |          |          | 2.9      | 5.4      | ｜              | ｜       |                        | ◇    | 市原市         |
| 上總三又   |          |          | 1.8      | 7.2      | ｜              | ｜       |                        | ｜   | 市原市         |
| 上總山田   |          |          | 1.4      | 8.6      | ｜              | ｜       |                        | ◇    | 市原市         |
| 光風台     |          |          | 2.0      | 10.6     | ｜              | ｜       |                        | ◇    | 市原市         |
| 馬立       |          |          | 1.8      | 12.4     | ｜              | ｜       |                        | ◇    | 市原市         |
| 上總牛久   |          |          | 4.0      | 16.4     | ●               | ●        |                        | ◇    | 市原市         |
| 上總川間   |          |          | 2.1      | 18.5     | ｜              | ｜       |                        | ｜   | 市原市         |
| 上總鶴舞   |          |          | 1.5      | 20.0     | ｜              | ▼        |                        | ｜   | 市原市         |
| 上總久保   |          |          | 2.0      | 22.0     | ｜              | ｜       |                        | ｜   | 市原市         |
| 高瀧       |          |          | 1.8      | 23.8     | ｜              | ●        |                        | ｜   | 市原市         |
| 里見       |          |          | 1.9      | 25.7     | ●               | ●        |                        | ◇    | 市原市         |
| 飯給       |          |          | 1.8      | 27.5     | ｜              | ▽        |                        | ｜   | 市原市         |
| 月崎       |          |          | 2.3      | 29.8     | ｜              | ●        |                        | ｜   | 市原市         |
| 上總大久保 |          |          | 2.5      | 32.3     | ｜              | ｜       |                        | ｜   | 市原市         |
| 養老溪谷   |          |          | 2.6      | 34.9     | ●               | ●        |                        | ｜   | 市原市         |
| 上總中野   |          |          | 4.2      | 39.1     |                 | ●        | 夷隅鐵道：夷隅線       | ｜   | 夷隅郡大多喜町 |

### 未成線
在小湊鐵道規劃及開業初期，曾經打算把路線伸延至現時JR外房線的安房小湊站，站房的興建更早在舖設路軌前便建成，部份前期基礎設施也正在開展，1929年國鐵的安房小湊站開業，站房暫交由國鐵使用。可是直至興建免許於1936年10月30日失效時，小湊鐵道線的伸延工程仍然未完成，再加上當時國鐵木原線於1934年開通總元至上總中野區間，接駁至同樣為外房線的大原站，大大削弱了小湊鐵路線延伸計劃的吸引力，最終未能成事。
| 中文站名 | 日文站名 | 英文站名 | 接續路線     | 所在地         |
| -------- | -------- | -------- | ------------ | -------------- |
| 上總中野 |          |          |              | 夷隅郡大多喜町 |
| 筒森     |          |          |              | 夷隅郡大多喜町 |
| 名木     |          |          |              | 勝浦市         |
| 安房小湊 |          |          | 國鐵：外房線 | 鴨川市         |

### 废除的车站
- 西广站（上总村上 - 海士有木之间、1939年启用、1944年停用）
- 二日市场站（上总山田 - 光风台之间、1939年启用、1944年停用）
- 佐是站（马立 - 上总牛久之间、1939年启用、1944年停用）

## 车辆
- 小湊鐵道KiHa 200型柴聯車

## 外部連結
- 「街ログ／鉄道シリーズ」小湊鉄道（全区間の前面展望動画が視聴可能） （页面存档备份，存于）